# なおき (お笑いタレント)
なおき（1966年3月13日 - ）は、日本のお笑いタレント。本名は井上 文夫（いのうえ ふみお）、旧芸名は中田 尚希（なかた なおき）、中田 なおき（読み同じ）。
大阪府豊中市服部出身。吉本興業、フリーランスを経て、オフィスキイワード所属。

## 概要
- 豊中市立豊島小学校、豊中市立第四中学校、日生学園第一高等学校（現・桜丘高等学校）卒業。妹がいる。現在は大阪市中央区在住。既婚、1男1女あり。
- デビュー後まもなく中田カウスの門下に入り、同門の中田ゆうじ（後に笑ハンティング）と1989年に中田尚希・祐士というコンビで活動していた。1991年に同コンビ解散。ADに転向するが、のちにピン芸人で復帰。
- 今宮えびすで受賞した楯には「中田尚布・祐士」と書かれていた。
- デビュー当時、中田カウスの独断で芸名を「中田ラッコ」にさせられたが、その日のうちに元に戻された。
- 京橋花月（2008年10月まではうめだ花月）、なんばグランド花月を中心に活動していた。
- 中学生のクラブ活動はバレー部であり、現在の趣味は日本製鉄堺ブレイザーズの応援。その縁から2004年10月19日から日本製鉄堺ブレイザーズの応援団長及びチームサポートスタッフに就任している。また、2016年のリオデジャネイロオリンピックバレーボール世界最終予選など、日本で開催の国際大会でも会場の応援団長を務めてきた[1]。
- M-1グランプリ大阪予選の司会者を毎年務めていた。
- 「ピン芸人はうけるかすべるかではなく、言うか言わないかが大切」と言っている。
- 今田耕司とは同じ高校の同級生で生年月日も同じ。しかし今田の方が吉本入りが早く、芸能界では先輩であるため、「今田さん」と呼んで敬語で会話する（今田は「なおきくん」と呼んでいる）。なお今田は日生第一高校を1年足らずで中退し、清風高校定時制に編入して卒業している。
- ココリコの田中直樹と間違えられることがある。ちなみに、田中は同じ中学の後輩で、田中の姉とは同じ中学の同級生である。
- 2009年5月、師の中田カウスが破門していたことが判明。破門の理由については明らかにされていない。その後はよしもとクリエイティブ・エージェンシーは契約を解除しておらず、仕事も続けていた。
- その後同社からの公式プロフィールは削除されており、フリーで仕事を続けていたが、オフィスキイワードに入社。
- 2024年3月20日付で山形県上山市の「かみのやまアンバサダー」に就任した[2]。

## 受賞歴
- 第1回R-1ぐらんぷり2002 決勝進出
- 1990年今宮こどもえびす新人漫才コンクール 第11回 福笑い大賞（中田尚希・祐士で）

## 出演

### レギュラー番組
- なおきのごきげんフライデー（金曜 10:00 - 13:00、FM千里、2012年4月13日 - ）
- つながるワイド 応援団長なおきの 全開！水曜日（水曜 13:00 - 16:00、和歌山放送ラジオ、2015年4月8日 - ）
- ブレイザーズ@TV（GAORA）
- 買物生活ほんでなんぼ?（関西テレビ放送）

### 過去に出演したテレビ番組
- HYPERねぎりチャンピオン（びわ湖放送、KBS京都同時生放送　なおかあちゃん）
- 楽珍近江（KBS京都テレビ）
- 新! 呼吸ぶるるるぶびわこ（びわ湖放送　尚希のぶらり漫遊記、1998年）
- おはようクジラ
- GET!
- ふたりっ子
- おかえりワイド
- はーい!昼ナマ
- 中田尚希の音楽図鑑
- たかじんONEMAN
- ぴあCUPビーチバレー
- てれび天国 → てくてく（J:COM 豊中・池田）不定期
- 時の宝箱〜四国ミュージアム探訪〜（西日本放送・四国放送・南海放送・高知放送）
- お買い物らぶりぃー（テレビ愛知）

### 過去に出演したラジオ番組
- おいしさ満点!よしもとラジオ（FBCラジオ 土曜 12:00 - 16:00 、 ～1999年3月）後任は太平まさひこ
- 中田カウスのお笑い110番（ラジオ大阪）

### 映画
- ピーピー兄弟（シネカノン）